# 個別教會

天主教徒佔世界各國人口比例一覽圖

個別教會（拉丁語：ecclesia particularis），或稱地區教會、地方教會，是天主教會的一種分類。

## 簡介
根據天主教會聖統制和法典，在唯一天主教會的最高權力（即教宗及世界主教團）之下，並且是由主教級所牧養之教會就稱為個別教會，其中首要者為教區，與此類似者則有宗座代牧區、宗座監牧區和宗座署理區等。而享大高度自治的類教區，也是這分類，例如：宗主教區、大總教區、自治監督區和自治會院區等（參閱天主教法典第330至368）。

## 個別教會類型

### 地方個別教會
地方個別教會（英語：Local particular Churches）又稱本地教會或本土教會，是指在天主教會內的信仰雖然是統一和大公的，但因為國家、地區、堂區或教區，或深入至民族、政治及其文化所影響。使其禮儀、靈修、規誡和神學理論等表達方式上，允許擁有多元化。而這名詞即指聖座直屬之教區或代牧區等。

### 自治個別教會
自治個別教會（英語：Autonomous particular Churches）也被稱為自治教會（英語：sui iuris Churches）。這是指地方個別教會聚集在一起，並共享同一個特定的禮儀、神學和規範傳統。他們也被稱為個別教會或禮儀（英語：particular Churches or rites）。 最大的自治個別教會是拉丁禮教會（英語：Latin Church）。其他的有東儀天主教會（英語：Eastern Catholic Churches）。而在東儀天主教會中一些較大的自治教會是擁有自己的宗主教和大總主教。

## 羅馬中央地方教會
羅馬教廷被視為中央地方教會（英語：The central local Church）。其羅馬教區主教，即教宗被認為是一個獨特的存在，並被認為是聖伯多祿宗徒之位的後繼者。引用第二次梵蒂岡大公會議的文件《教会宪章》（Lumen Gentium），的天主教教理指出：「教宗——羅馬主教和聖伯多祿的繼承者，‘對主教們和信友群眾，是一個永久性的、可見的統一中心和基礎’。」
所有特別天主教會——東方教會或西方教會，自治（禮儀）或地方（教區或東方禮教區）-根據定義它們與羅馬地方個別教會完全共融。

## 外部連結
- Communionis Notio (from the Vatican)（页面存档备份，存于）
- Code of Canon Law (from the Vatican, with IntraText concordance)（页面存档备份，存于）
- Code of Canons of the Eastern Churches（页面存档备份，存于） with IntraText concordance